# Рашван, Мохамед Али
Мохамед Али Рашван (род. 16 января 1956, Александрия) — египетский дзюдоист, серебряный призёр чемпионатов мира, серебряный призёр летних Олимпийских игр 1984 года в Лос-Анджелесе, участник летних Олимпийских игр 1988 года в Сеуле.
Рашван на Олимпиаде в Сеуле в 1/8 финала победил исландского борца Сигурда Бергманна, а в четвертьфинале проиграл японцу Хитоси Сайто. В утешительной схватке египтянин проиграл болгарину Димитру Запрянову и завершил выступления на Олимпиаде, заняв итоговое 7-е место.